# Ryōta Tsuzuki
Ryōta Tsuzuki (n. Heguri, Japón; 18 de abril de 1978) es un futbolista japonés que se desempeñaba como guardameta.

## Clubes
| Club               | País  | Año         |
| ------------------ | ----- | ----------- |
| Gamba Osaka        | Japón | 1997 - 2003 |
| Urawa Red Diamonds | Japón | 2003 - 2009 |
| Shonan Bellmare    | Japón | 2010        |
| Urawa Red Diamonds | Japón | 2011        |